# Майрано
Майрано (итал. Mairano) — коммуна в Италии, в провинции Брешиа области Ломбардия.
Население составляет 2412 человек, плотность населения составляет 219 чел./км². Занимает площадь 11 км². Почтовый индекс — 25030. Телефонный код — 030.
Покровителем коммуны почитается святой апостол Андрей, празднование 30 ноября.